# Jesse Lasky
Jesse Louis Lasky (ur. 13 września 1880 w San Francisco w stanie Kalifornia, zm. 13 stycznia 1958) – amerykański producent filmowy. Był także członkiem założycielem Amerykańskiej Akademii Sztuki i Wiedzy Filmowej.

## Filmografia
- 1914: Mąż Indianki
- 1917: Each to His Kind
- 1919: The Grim Game
- 1923: His Children's Children
- 1927: Nowy Jork
- 1934: Coming-Out Party
- 1944: The Adventures of Mark Twain
- 1948: The Miracle of the Bells

## Wyróżnienia
Posiada swoją gwiazdę na Hollywoodzkiej Alei Gwiazd.